# قرق أقا
قرق‌ أقا هي قرية في مقاطعة لنجان، إيران. يقدر عدد سكانها بـ 44 نسمة بحسب إحصاء 2016.